# سركون بولص
سركون بولص(1944 - 2007) شاعر عراقي
ولد عام1944 في بلدة الحبانية (80 كلم غرب بغداد)
في سن الثالثة عشرة، انتقل مع عائلته إلى كركوك، وبدأ كتابة الشعر، وشكل مع الشعراء فاضل العزاوي ومؤيد الراوي وجان دمو و صلاح فائق «جماعة كركوك». في العام 1961 نشر يوسف الخال بعضاً من قصائده في مجلة «شعر». عام 1966 توجه إلى بيروت سيراً على الأقدام، عبر الصحراء. قصد المكتبة الأميركية، طالباً أعمال آلن غينسبرغ وجاك كرواك وآخرين، وأعد ملفاً عنهم في مجلة «شعر». في بيروت التي كانت تعرف نهضة ثقافية، انكبّ على الترجمة.عام 1969 غادر إلى الولايات المتحدة، وفي سان فرانسيسكوالتقى جماعة الـ«بيتنيكس» أمثال ألن غينسبرغ، جاك كيروك، غريغوري كورسو، بوب كوفمن، لورنس فيرلينغيتي، غاري سنايدر، وعقد صداقات معهم.أسهم برفد المكتبة العربية بترجمات مهمة وأمينة لشعراء كثر ونشرتها بعض المجلات العربية مثل مجلة شعر ومجلة المواقف ومجلة الكرمل.
أمضى السنوات الأخيرة متنقلاً بين أوروبا وأمريكا، وخصوصاً في ألمانيا حيث حصل على عدّة مُنَح للتفرّغ الأدبي. بعد صراع مع مرض السرطان، توفي في برلين صباح الاثنين الواقع في 22 أكتوبر 2007.

## مؤلفاته
- ديوانه الأول «الوصول إلى مدينة أين» منشورات سارق النار أثينا (1985) الثانية (2003)
- «الحياة قرب الأكروبول» شعر - دار توبقال، الدار البيضاء (1988) الثانية منشورات الجمل بيروت (2008)
- «الأول والتالي» منشورات الجمل شعر - كولونيا (1992)
- «حامل الفانوس في ليل الذئاب» منشورات الجمل شعر - بيروت، كولونيا (1996)
- «إذا كنت نائماً في مركب نوح»، شعر منشورات الجمل بيروت، كولونيا (1998)
-«العقرب في البُستان»
-ترجمة لكتاب إيتيل عدنان «هناك في ضياء وظلمة النفس والآخر»، ترجمة شعر بيروت، كولونيا (2000)
- مختارات شعرية مترجمة إلى الألمانية بعنوان «رقائم لروح الكون»
- سيرة ذاتية بالألمانية بعنوان «شهود على الضفاف»
- مختارات قصصية نُشرت بالعربية والألمانية بعنوان «غرفة مهجورة».
- عظمة أخرى لكلب القبيلة، شعر (بيروت، بغداد) (2008)
- النبي جبران خليل جبران ترجمة منشورات الجمل (2008)
- هوشي منه: يوميات في السجن ترجمة بيروت بغداد (2011)
-صدر له: ديوان بالإنجليزية بعنوان «شاحذ السكاكين» مع مقدمة للشاعر أدونيس، عن مجلة «بانيبال»